# Wizja Jeden
Wizja Jeden (wcześniej Wizja 1) – polska stacja telewizyjna o charakterze ogólnym, wzorowana na brytyjskim kanale Sky One. Działalność rozpoczęła 1 kwietnia 1998 roku, dostępna była na platformie cyfrowej Wizja TV oraz w niektórych sieciach kablowych. Ostatnim programem nadanym w Wizji Jeden był film Ostatnia misja, wyemitowany 31 marca 2001 roku o godzinie 22. W marcu 2002 roku Wizja TV została przejęta przez Cyfrę+, a następnie zlikwidowana.
Poza filmami, serialami i programami, telewizja transmitowała również wydarzenia z koncertów, imprez sportowych i innych wydarzeń, takich jak gale wręczania Złotych Globów.

## Programy Wizji Jeden
| - Lexx - Nie do wiary: Fakt czy fikcja? - Trzecia planeta od Słońca - Ucieczka w kosmos - Star Trek - Para nie do pary - Buffy: Postrach wampirów - Cosby - Pcin Dolny - Niegrzeczni faceci - Lot 001 - Czułość i kłamstwa - Wszystkie moje dzieci - Port Charles - Inny świat - Dilbert - Beavis i Butt-head - Miasteczko South Park - Wallace i Gromit - Blokersi - Ellen - Magazyn sportowy - Wieczny kawaler - Absolutnie fantastyczne - Zapasy na śmierć i życie - Miłość, życie i takie tam - Zwycięska drużyna - Seks w wielkim mieście - Końskie zaloty | - Potyczki Jerry’ego Springera - The Oprah Winfrey Show - Szołbiz info – program o życiu gwiazd - Ricki Lake – talk show - eXsektor – program młodzieżowy - Ameryka bez spodni – program na temat amerykańskiego przemysłu erotycznego - Nigdy w to nie uwierzycie! – program o dziwnych i niezwykłych zjawiskach - Księga rekordów Guinnessa – bicie rekordów Guinnessa zarejestrowane na taśmach TV - Policyjne taśmy wideo – program o pościgach i akcjach policyjnych - Paskudny świat Penna i Tellera – program o sztuczkach magicznych - Wojny robotów – walki pomiędzy skonstruowanymi przez zawodników robotami - Nie umiem gotować, nie będę gotować – program kulinarny prowadzony w formie konkursu - Wojownicy: Walka o przetrwanie – walki komentowane przez Grzegorza Halamę i Piotra Wiszniowskiego - Seks po polsku – film dokumentalny prezentowany przez Macieja Wróblewskiego i Elę Jędrzejowską - WWF Superstars – zapasy w Federacji WWF/WWE |

## Logo
| Lata                               | Opis | Logo |
| ---------------------------------- | --- | ---- |
| 1 kwietnia 1998 – 31 sierpnia 1999 | Niebieski rysunek przypominający oko z długą rzęsą, poniżej napis „Wizja 1” („Wizja” czarne, „1” niebieskie). |      |
| 1 września 1999 – 31 marca 2001    | Logo podobne do poprzedniego, jednak z nieco innym odcieniem niebieskiego, w którym zapisane jest również słowo „Wizja”. Poza tym, jedynka jest przeniesiona pod słowo „Wizja” i zapisana słownie, białą czcionką w akwamarynowym prostokącie. |      |